# Игнатцево (Некоузский район)
Игна́тцево — деревня в составе Волжского сельского поселения Некоузского района Ярославской области России.

## География
Деревня расположена в трёх километрах к югу от железнодорожной станции Шестихино между деревнями Ожогино и Бурдуково. У деревни проходит асфальтовая дорога соединяющая трассу Шестихино-Некоуз и село Фроловское на р. Сутка.

## История
Ранее деревня Ново-Никольской волости Мышкинского уезда Ярославской губернии.
Самый большой дом с двумя избами принадлежит семье Муравьёвых. Построен в 1915 году.
Построивший его Муравьев Дмитрий Игнатьевич был полным кавалером Георгиевского креста. Все оставшиеся дома построены также в начале XX века.
До Великой Отечественной войны в деревне было 12 домов, много хозяйственных построек, а также рига для хранения, сушки и обмолота зерна. Также в деревне было 10 прудов, выкопанных вручную. В трёхстах метрах в сторону деревни Ожогино располагалась начальная школа, четыре класса. Школа была переделана из барского дома привезенного из села Козлово что на реке Сутке. Школа полностью разрушена к 1987 году. Около школы разбит парк с прудом, берёзовые аллеи и лиственничная аллея. Они просматриваются до сих пор. К сожалению, парк портит ЛЭП проходящая прямо посередине, над местом где ранее было здание школы.
Все соседние поля с деревней были распаханы. Для выпаса скота использовались рядом расположенные леса, поделенные между деревнями и называемые выгородами. Сейчас почти все поля рядом с деревней заросли мелкой березой и не обрабатываются. При коллективизации в деревне был создан отдельный колхоз. После войны при укрупнении колхозов деревня вошла в состав колхоза «Золотая нива». За деревней протекает речка Жабинка, приток реки Сутки.
Сейчас деревня практически не существует. На месте деревни остались пруды, огороды, пять полуразрушенных домов.